# Aleksei Mamontov
Aleksei Andreyevich Mamontov (tiếng Nga: Алексей Андреевич Мамонтов; sinh ngày 21 tháng 4 năm 1998) là một cầu thủ bóng đá người Nga thi đấu cho FC Kolomna.

## Sự nghiệp câu lạc bộ
Anh có màn ra mắt tại Giải bóng đá chuyên nghiệp quốc gia Nga cho FC Kolomna vào ngày 19 tháng 7 năm 2017 trong trận đấu với SFC CRFSO Smolensk.